# Stikstofbindingsindustrie "Nederland"
NV Stikstofbindingsindustrie "Nederland" was een bedrijf te Dordrecht, in de Nederlandse provincie Zuid-Holland, dat natriumcyanide produceerde. Het was gevestigd aan de Zeehaven.
Het bedrijf werd opgericht door Lodewijk Hamburger, een chemicus die onder meer bij Philips had gewerkt. Hij had het Syndicaat ter Bereiding van Chemische Producten opgericht en wenste ammoniak te maken volgens het zogeheten Bucher-proces of cyaanamideproces, bedacht door de Amerikaan John Bucher. Hierbij werd ammoniak via natriumcyanide vervaardigd. Natriumcyanide (NaCN) werd verkregen door een mengsel van soda, ijzer en cokes te verhitten en er stikstof door te leiden, waarna de aldus gevormde briketten werden uitgeloogd. Uit het natriumcyanide kon dan weer ammoniak worden bereid.
In 1920 kwam de fabriek in bedrijf, maar er was toen geen tekort meer aan stikstofkunstmest, zodat de fabriek enkel cyanaten heeft geproduceerd. Deze werden toegepast in de synthetische kleurstoffen- en de bestrijdingsmiddelenindustrie. De fabriek heeft bestaan tot 1952.

## Externe bron
- W.L. Scheen, De N.V.  Stikstofbindingsindustrie Nederland. Kwartaal & Teken 5(1979), nr. 3, 1-4.